# Бозкыр, Волкан
Волкан Бозкыр (тур. Volkan Bozkır; род. 22 ноября 1950) ― турецкий дипломат и государственный деятель. Министр по делам Европейского союза с ноября 2015 по май 2016 года и с августа 2014 по август 2015 года. Также занимал пост главного переговорщика по вступлению Турции в Европейский Союз.

## Биография
Волкан Бозкыр родился в Анкаре, Турция. Окончил юридический факультет Анкарского университета. Свободно говорит на английском и французском языках.
Бозкыр был членом парламента Турции от второго избирательном округе Стамбула после победы на выборах 2011 года. Волкан Бозкыр является профессиональным дипломатом и проводником турецкой позиции в отношении геноцида армян, а также законов о борьбе с терроризмом. Будучи турецким министром по делам Европейского Союза, а также главным переговорщиком в диалоге по вступлению Турции в ЕС, Бозкыр отрицал геноцид армян. После того, как ЕС опубликовал проект отчёта о прогрессе Турции на пути в ЕС в 2015 году, в котором было включено требование о том, чтобы Турция признала геноцид армян, он заявил, что Турция не ответит на доклад ЕС, содержащий термин «геноцид». Также в 2015 году он раскритиковал папу римского Франциска за включение употребления слова «геноцид» в проповеди, которую он провёл в мессе в базилике Святого Петра в Риме. Когда ЕС потребовал, чтобы Турция адаптировала свои антитеррористические законы в соответствии с нормативами ЕС, Бозкыр ответил, что они законы уже соответствуют всем требованиям. Поскольку парламент ЕС проголосовал за то, чтобы переговоры о вступлении были приостановлены в марте 2019 года, Бозкыр, как глава комитета по иностранным делам в Великом национальном собрании Турции, осудил это голосование.
17 июня 2020 года он был избран президентом 75-й Генеральной Ассамблеи Организации Объединённых Наций, которая проходила с 15 сентября того же года по 14 сентября 2021 года, в качестве единственного кандидата при единодушной поддержке 178 государств-членов ООН, которые присутствовали на голосовании, которое было проведено тайным голосованием. Армения, Греция и Кипр, хотя первоначально и поддержали Бозкыра, но позже решили выступить против его кандидатуры, предположительно из-за дипломатических конфликтов.